# Orny, Moselle
Orny là một xã trong vùng Grand Est, thuộc tỉnh Moselle, quận Metz-Campagne, tổng Verny. Tọa độ địa lý của xã là 49° 01' vĩ độ bắc, 06° 14' kinh độ đông. Orny nằm trên độ cao trung bình là 250 mét trên mực nước biển, có điểm thấp nhất là 210 mét và điểm cao nhất là 271 mét. Xã có diện tích 7,3 km², dân số vào thời điểm 1999 là 226 người; mật độ dân số là 30 người/km².

## Thông tin nhân khẩu
| 1962 | 1968 | 1975 | 1982 | 1990 | 1999 |
| ---- | ---- | ---- | ---- | ---- | ---- |
| 168  | 185  | 203  | 240  | 250  | 226  |